# Yumekui
Singles de Ai Ōtsuka
Frienger
(2006) Ren' ai Shashin
(2006)
Yumekui (ユメクイ) est le 12e single de Ai Ōtsuka sorti sous le label Avex Trax le 2 août 2006 au Japon. Il atteint la 5e place du classement de l'Oricon. Il se vend à 63 428 exemplaires la première semaine, et reste classé pendant 17 semaines, pour un total de 146 665 exemplaires vendus.
Yumekui a été utilisé comme campagne publicitaire pour au de Toshiba W44T, et comme thème musical pour le film Tokyo Friends. Yumekui se trouve sur l'album Love Piece.

## Liste des titres
| 1. | Yumekui (ユメクイ)                | 5:18 |
| 2. | tears                             | 4:19 |
| 3. | Yumekui (instrumental) (ユメクイ) | 5:18 |
| 4. | tears (instrumental)              | 4:16 |

| 1. | Yumekui (ユメクイ) |  |

### Interprétations à la télévision
- HEY!HEY!HEY! (31 juillet 2006)
- Music Station (4 août 2006)
- Music Fighter (5 août 2006)
- Pop Jam -Natsu Uta- (6 août 2006)
- CDTV (13 août 2006)
- Utaban (16 août 2006)